# Jean Hollenfeltz

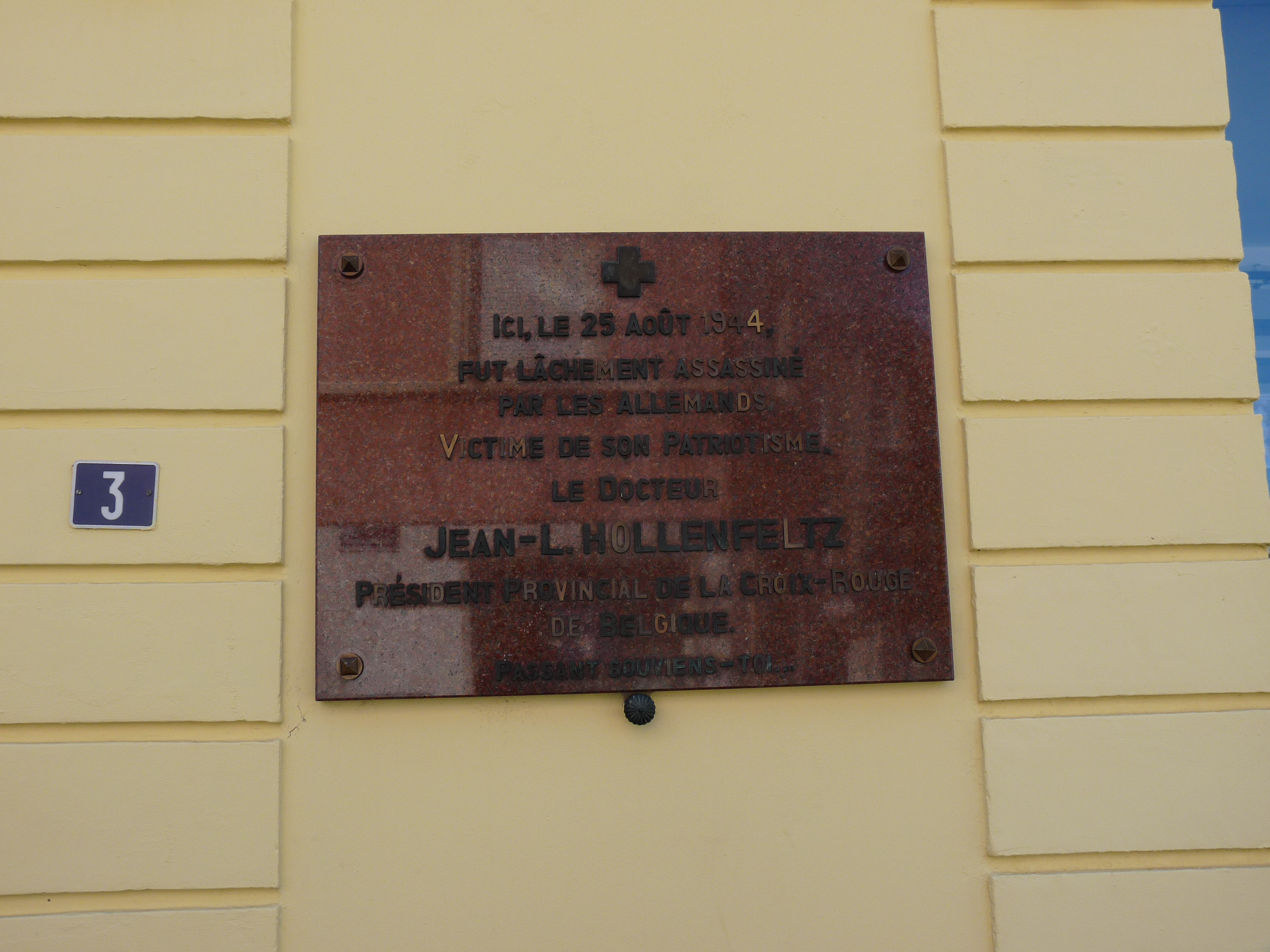
Plaque commémorant l'assassinat du Docteur Hollenfeltz, au bas de la rue des Capucins à Arlon.

Jean-Lucien Hollenfeltz est né le 25 août 1898 à Arlon, et est mort assassiné le 25 août 1944. Il est le fils de l'avocat Albert Hollenfeltz, petit-fils d'Émile Tandel, commissaire des arrondissements d'Arlon-Virton, auteur de l'histoire des Communes luxembourgeoises. Humaniste, médecin, historien, archéologue, collectionneur,, mélomane, folkloriste, numismate, sigillographe, généalogiste et philanthrope, le Dr Hollenfeltz est surtout connu pour son action de résistance de premier plan durant la Seconde Guerre mondiale. Son action lui sera finalement fatale, puisqu'il est arrêté par les Allemands le 24 août 1944, à la suite d'un acte de sabotage perpétré contre une boutique de la Grand'rue d'Arlon. Il est abattu d'une rafale dans le dos en pleine rue le 25 août 1944.

## Biographie
À l'âge de 16 ans, dès le début de la Première Guerre mondiale, Jean Hollenfeltz soigne les blessés, expérience qui l'orientera certainement pour son choix d'études futures. Après de brillantes études à l'Athénée Royal d'Arlon, il part à l'Université de Bruxelles pour entamer des études de médecine, durant lesquelles ses recherches de laboratoire sont suivies avec intérêt par ses professeurs. Il fonde le Cercle Musical Universitaire de Bruxelles, dont la séance inaugurale est tenue le 26 janvier 1922. Il est choisi comme interne des hôpitaux par la Ville de Bruxelles. Il revient ensuite se fixer à Arlon, malgré les promesses d'une brillante carrière.

### Le mélomane
Animateur infatigable, il organise à Arlon un cercle de conférences et de concerts de musique classique, sous le nom de La Renaissance. Il donne de nombreuses conférences sur la musique et le folklore à son cercle, à Bruxelles, et aussi dans différentes villes du grand-duché de Luxembourg. Se passionnant pour la musique du XVIIIe siècle, en particulier pour Mozart et son entourage, il développe une bibliothèque musicologique comprenant, entre autres, des manuscrits, des originaux et des inédits de Constance Mozart et de son fils cadet Franz Xaver Wolfgang Mozart. Suivant sa volonté, la majeure partie de cette impressionnante collection, rassemblée sous le nom du fonds Jean-Lucien Hollenfeltz, est léguée par sa mère au Conservatoire royal de Bruxelles en 1946, deux ans après sa mort. 

### Le mécène
Grand amateur des ruines de l'ancienne abbaye d'Orval, il vint en aide à la communauté monastique qui souhaitait refonder une nouvelle abbaye à cet endroit. Il soigne les moines de la communauté, et constitue le musée de la pharmacie qu'il alimente d'objets et de livres anciens.
Sensibilisé très tôt à l'importance de la préservation et de la diffusion du patrimoine de sa région, il met sur pied en six mois l'exposition "Le Visage du Luxembourg", qui se tiendra à Arlon en 1934.

### L'Académie luxembourgeoise
Le 2 juin 1934, le gouverneur Fernand van den Corput et son épouse réunissent au Palais provincial Jean Hollenfeltz, le jésuite Théophile Hénusse et Pierre Nothomb. Là se concrétise l'idée de la création de ce qui deviendra l'Académie Luxembourgeoise. Le 14 juin suivant, les mêmes cinq personnes établissent une liste de 15 personnalités, écrivains, artistes, savants, etc. dignes de figurer dans l'Académie fondée officiellement le 31 juillet de la même année. 

### Le président provincial de la Croix-Rouge
N'ayant pas été reconnu apte au service militaire à cause d'une affection de l'estomac - circonstance qui a déterminé son choix de spécialisation médicale - il voulut se dévouer à la Croix-Rouge, afin de se rendre utile. En 1939, il organise les hôpitaux dans toute la province de Luxembourg, après avoir, avec d'autres confrères, donné des cours pour former des ambulanciers et des infirmiers. Pendant la mobilisation, il réunit vivres, douceurs, lecture, qu'il distribue aux nécessiteux. Lorsque la guerre débute, il soigne les blessés dès le premier jour, qu'ils soient belges, allemands ou français.
Ses fonctions à la Croix-Rouge belge durant la guerre étaient au nombre de trois : président provincial, médecin-chef de l'hôpital militaire no 16 et médecin provincial. À cela, il faut ajouter la partie médicale du Secours d'hiver, l'aide aux enfants débiles du foyer Léopold III, l'aide aux artistes, œuvre dont il était le président provincial, de celle aux familles de prisonniers de guerre, de l'artisanat et des industries d'art, etc. Dans le cadre de ses activités de président provincial de la Croix-Rouge, il a levé de nombreuses fois des fonds en faveur des prisonniers de guerre. Grâce à ses connaissances linguistiques, il servit de maintes fois d'interprète entre des familles éplorées et l'administration allemande. Son activité l'amena à opérer de très nombreux déplacements dans toute la province, alors que ceux-ci étaient normalement limités. Il profita de ces voyages pour faire passer des messages entre différentes sections de la résistance à travers toute la province. 
Conscient des risques qu'il courait avec l'occupant, il a eu soin de prendre des dispositions pour sauvegarder ce qui lui tenait le plus à cœur. Sa bibliothèque luxembourgeoise et sa belle collection de cartes anciennes du Luxembourg étaient destinées au dépôt provincial des Archives de l'État à Arlon. Au début de la guerre ou en avril 1944, il confie ses livres et manuscrits musicaux et ceux relatifs à Mozart au Conservatoire de musique de Bruxelles en précisant que ceux-ci y demeureraient s'il venait à disparaître.

## Exposition posthume
En 2013, le musée Gaspar d'Arlon a présenté une exposition consacrée au Dr Jean Hollenfeltz,,.